# Північні Егейські острови
Північні Егейські острови — група островів, що знаходяться в північній частині Егейського моря, що належать Греції та Туреччині. Острови не виділяються в окремий архіпелаг, їхнє становище незалежне. З півдня острова межують з архіпелагом Східні Споради, на заході — Північні Споради.
У групі виділяють п'ять найбільших островів, що належать Греції: Айос-Ефстратіос, Лемнос, Лесбос, Самотракі, Тасос — вони утворюють архіпелаг Північно-східних Егейських островів. Туреччині належать острови Тенедос і Гекчеада (грецька назва — Імброс).